# 子安町 (浜松市)
子安町（こやすちょう）は静岡県浜松市中央区の町名。丁番を持たない単独町名である。住居表示未実施。

## 地理
浜松市中央区の中東部、蒲地区の南部に位置する。東から時計回りに宮竹町・大蒲町・飯田町・三和町・渡瀬町・植松町・神立町と接する。

### 学区
小学校・中学校の学区は以下の通りである。
- 浜松市立蒲小学校
- 浜松市立丸塚中学校

## 歴史

### 町名の由来
かつては長上郡下村と呼ばれていた。浜松市に合併する前には浜名郡蒲村大字下となっていた。合併するにあたり新町名について検討された。江戸時代の「東海道名所図会」に子易の森のことが書かれておりそれがこの地ではないかということと子安町の氏神様である子安神社があることを理由として子安町と命名された。

### 沿革
- 1889年（明治22年）4月1日 - 町村制の施行により、長上郡下村が周辺の村と合併して長上郡蒲村となる[WEB 8]。旧村名は蒲村の大字として残る[書籍 2]。
- 1896年（明治29年）4月1日 - 郡制の施行により、蒲村の所属郡が浜名郡に変更となる。
- 1939年（昭和14年）7月1日 – 蒲村が浜松市に編入される。
- 195年（昭和3年） - 大字下から子安町へ住所表記を変更する[WEB 9]。
- 1982年（昭和57年）4月8日 - 浜松市立東図書館が開設される[WEB 10]。
- 2007年（平成19年）4月1日 - 浜松市が政令指定都市となる。子安町は東区の一部となる。
- 2024年（令和6年）1月1日 - 浜松市の行政区再編により、子安町は中央区の一部となる。

## 施設
- 浜松市蒲協働センター
- 浜松市立東図書館
- 公益社団法人教育演劇研究協会劇団たんぽぽ
- 浜松タクシー（スタータクシーグループ）本社・東部営業所
- 静岡県営子安団地
- 子安公園
- 小宮公園
- ENEOS EneJet浜松SS（日星コーポレーションが運営）
- ファミリーマート子安店
- 子安神社

## 交通

### バス
- 遠鉄バス 80中ノ町磐田線：（浜松駅 方面 - ）子安（ - 中ノ町・磐田営業所 方面）

### 道路
- 国道152号（東海道）
- 静岡県道312号中野子安線（東海道）
- 浜松市道大蒲25号線（大蒲中通り）

## その他

### 警察
警察の管轄区域は以下の通りである。
| 番・番地等 | 警察署       | 交番・駐在所 |
| ---------- | ------------ | ------------ |
| 全域       | 浜松東警察署 | 蒲交番       |

### 消防
消防の管轄区域は以下の通りである。
| 番・番地等 | 消防署   | 本署/出張所 |
| ---------- | -------- | ----------- |
| 全域       | 東消防署 | 本署        |

### 書籍
1. ↑  『袖紫ヶ森』浜松市蒲公民館、1997年9月22日、117頁。
2. ↑  『浜松市史 三』浜松市役所、1980年3月26日、176頁。

### WEB
1. ↑  “h02_22.csv”.   総務省 (2022年2月10日). 2024年7月19日閲覧。
2. ↑  “chuouku_menseki.xlsx”.   浜松市 (2024年3月12日). 2024年7月19日閲覧。
3. ↑  “静岡県 浜松市中央区 子安町の郵便番号 - 日本郵便”.   日本郵便. 2025年2月15日閲覧。
4. ↑  “市外局番の一覧”.   総務省 (2022年3月1日). 2024年7月19日閲覧。
5. ↑  “事業所案内及び管轄地域（事務所3件、分室3件）”.   一般社団法人静岡県自動車会議所. 2024年7月19日閲覧。
6. ↑  “住居表示実施状況／浜松市”.   浜松市 (2024年1月4日). 2024年7月19日閲覧。
7. ↑  “学校名から探す／浜松市”.   浜松市 (2024年1月1日). 2024年7月19日閲覧。
8. ↑  “historyofcities.pdf”.   静岡県総務部合併推進室・財団法人静岡県市町村振興協会. 2024年9月24日閲覧。
9. ↑  “解説ページ”.   株式会社エア. 2024年10月5日閲覧。
10. ↑  “図書館のあゆみ｜浜松市立図書館｜浜松市”.   浜松市. 2024年9月24日閲覧。
11. ↑  “蒲交番｜静岡県警察”.   静岡県警察 (2024年1月1日). 2024年7月19日閲覧。
12. ↑  “消防署の町別管轄「こ」／浜松市”.   浜松市 (2020年3月25日). 2024年7月19日閲覧。